# Résolution 900 du Conseil de sécurité des Nations unies
Membres permanents
- Chine
- États-Unis
- France
- Royaume-Uni
- Russie

Membres non permanents
- Argentine
- Brésil
- Djibouti
- Espagne
- Nigéria
- Nouvelle-Zélande
- Oman
- Pakistan
- République tchèque
- Rwanda

Résolution no 899 Résolution no 901
La résolution 900 du Conseil de sécurité des Nations unies, adoptée le 4 mars 1994, après avoir réaffirmé toutes les résolutions sur la situation en Bosnie-Herzégovine, a discuté du rétablissement des services publics essentiels et de la vie normale dans et autour de la capitale Sarajevo.
Le Conseil de sécurité a noté des évolutions positives autour de Sarajevo comme un premier pas vers le rétablissement de la paix en Bosnie-Herzégovine. Il y a eu un accord entre la Bosnie-Herzégovine, les Serbes de Bosnie et le représentant spécial du secrétaire général sur un cessez-le-feu et les armes lourdes, ce qui a été bien accueilli compte tenu des mesures prises dans les résolutions 824 (1993) et 836 (1993). Il est crucial que les citoyens et l'assistance humanitaire puissent circuler librement et que la vie normale puisse reprendre. Le Royaume-Uni et les États-Unis ont donc envoyé une mission conjointe à Sarajevo pour évaluer le processus de restauration. Le conseil a déclaré que la ville de Sarajevo était importante en tant que capitale de la Bosnie-Herzégovine et en tant que centre multiculturel, multiethnique et religieux.
En outre, la résolution salue la rotation du personnel de la Force de protection des Nations unies à Srebrenica et la réouverture de l'aéroport international de Tuzla. La détérioration de la situation à Maglaj, Mostar et Vitez a également suscité des inquiétudes. Le Conseil a souligné l'importance du respect du droit international humanitaire.
Toutes les parties ont été appelées à coopérer avec la FORPRONU en ce qui concerne le cessez-le-feu autour de Sarajevo et à œuvrer pour contribuer au rétablissement d'une vie normale dans la ville. Le secrétaire général Boutros Boutros-Ghali a été chargé de nommer un haut responsable civil chargé d'élaborer un plan d'action pour le rétablissement des services publics dans la région de Sarajevo, à l'exclusion de Pale. Il lui a également été demandé de créer un fonds fiduciaire auquel les États membres pourraient contribuer sur la base du volontariat. Dans un délai d'une semaine, il devait rendre compte des moyens permettant d'atteindre les objectifs susmentionnés et des coûts impliqués, et de rendre compte dans 10 jours des développements liés à la protection de Maglaj, Mostar et Vitez.

## Voir également
- Génocide bosniaque
- Guerre de Bosnie-Herzégovine
- Dislocation de la Yougoslavie
- Guerre de Croatie
- Guerres de Yougoslavie